# ティッツ系
数学におけるティッツ系（てぃっつけい、Tits system）あるいは (B, N)-対は、ある種の群に対してそれまで個別に与えられていた多くの証明を統一的に取り扱うためにジャック・ティッツによって導入された、リー型の群上のある種の構造である。ティッツ系を備えた群は、体上の一般線型群と「だいたい」同じようなものと見なせる。

## 定義
以下の公理を満たす4つ組 (G, B, N, S) をティッツ系という。ただし G は群、B と N はその部分群であり、S は N/(B ∩ N) の部分集合である。
1. 集合 B ∪ N は G を生成し、T = B ∩ N は N の正規部分群である。
2. 集合 S は群 W = N/T を生成し、S の元の位数は 2 である。
3. s ∈ S, w ∈ W ならば sBw ⊂ BwB ∪ BswB が成り立つ。
4. s ∈ S ならば {\displaystyle sBs\not \subset B} が成り立つ。

B を G の（狭義の）ボレル部分群、T を G のカルタン部分群、W を G のワイル群と呼び、W の生成系 S は W の優生成系あるいはルート系と呼ばれる。また、S の元はルートあるいは鏡映という。(W, S) はコクセター系を成し、特に生成系 S の位数をティッツ系の階数と呼ぶ。
(G, B, N, S) がティッツ系ならば、W のルート系 S は (G, B, N)によって一意に決定される。そのため群 G はBN対あるいは (B, N)-対を持つともいう。
定義における B は一般線型群 GLn(K) の上半三角行列全体の成す群の類似であり、同じく T は正則対角行列の、N は T の正規化群のそれぞれ類似対応物である。 

## 例
- 群 G を二元以上を持つ集合 X 上の二重推移的置換群とする。B を x を固定するような元の全体の成す G の部分群で、N を二点 x, y を固定または入れ替えるような元全体のなす G の部分群とするとき、カルタン部分群 H は x, y をともに固定する元の成す集合で、ワイル群 W は位数 2 を持ち、その非自明な元は x と y とを入れ替える任意の元で表される。
- 逆に、群 G が階数 1 のBN対を持つならば、群 G のボレル部分群 B による両側剰余類集合への作用は二重推移的である。故に、階数 1 のBN対の存在は二つ以上の元を持つ集合への二重推移的作用の存在と同値である。
- G が体 K 上の一般線型群 GLn(K) であるとき、上半三角行列の全体 B と対角行列全体 H および単項行列（つまり、各行各列に非零成分が一つずつしかないような行列）全体 N を取ると、n − 1 個の生成元 wi は対角行列の隣接する二つの行を入れ替えることによって得られる行列で表される。
- より一般に、任意のリー型の群はティッツ系の構造を備える。
- 局所体上の簡約代数群は、B として岩堀部分群がとれるような、BN対を持つ。

## 性質
群 G がBN対を持つとき、ブリュア分解と呼ばれる分解
{\displaystyle G=\coprod _{w\in W}BwB}
が成り立つ。
ティッツ系 (G, B, N, S) に対し、W のルート系 S の部分集合 X で生成される W の部分群を WX とし、PX = BWXB とおくと、PX は G の B を含む部分群である。G の部分群 P が B のある G-共役を含むとき、P を放物型部分群という。放物型部分群 P は一意的に存在する X ⊂ S により PS と共役である。すなわち、放物型部分群とは、PX (X ⊂ S) を G の内部自己同型で写したものの総称である。特に B の共役となっている部分群を、（広義の）ボレル部分群あるいは極小放物型部分群と呼ぶ。

## 応用
ティッツ系を利用すれば多くのリー型の群に関する命題の証明が簡単になる。少し詳しく述べれば、G が、B が可解群でB の共軛全ての交わりは自明となるようなBN対を持ち、W の生成系を二つの空でない互いに可換な集合に分解することができないならば、G はそれが完全である限り単純群である。実用上はこれらの条件の確認は G が完全であること以外は容易に確認であり、G が完全群であることの確認は少々込み入った計算を要する（そして、実はいくつかの小さいリー型の群は完全あるいは単純にならない）。しかし、群の完全性は単純性よりは比較的容易に示せるのが普通である。